# Microregione di Belém
La Microregione di Belém è una microregione dello Stato del Pará in Brasile, appartenente alla mesoregione Metropolitana de Belém.

## Comuni
Comprende 6 comuni:
- Ananindeua
- Barcarena
- Belém
- Benevides
- Marituba
- Santa Bárbara do Pará